# Kidron (Ohio)
Kidron é um lugar designado pelo censo localizado no condado de Wayne no estado estadounidense de Ohio. No Censo de 2010 tinha uma população de 944 habitantes e uma densidade populacional de 124,48 pessoas por km².

## Geografia
Kidron encontra-se localizado nas coordenadas 40° 44′ 54″ N, 81° 45′ 03″ O. Segundo a Departamento do Censo dos Estados Unidos, Kidron tem uma superfície total de 7.58 km², da qual 7.58 km² correspondem a terra firme e (0.03%) 0 km² é água.

## Demografia
Segundo o censo de 2010, tinha 944 pessoas residindo em Kidron. A densidade populacional era de 124,48 hab./km². Dos 944 habitantes, Kidron estava composto pelo 97.56% brancos, o 0.64% eram afroamericanos, o 0.11% eram amerindios, o 0.85% eram asiáticos, o 0% eram insulares do Pacífico, o 0.11% eram de outras raças e o 0.74% pertenciam a duas ou mais raças. Do total da população o 0.53% eram hispanos ou latinos de qualquer raça.